# Bohdan-Ihor Antonytsch

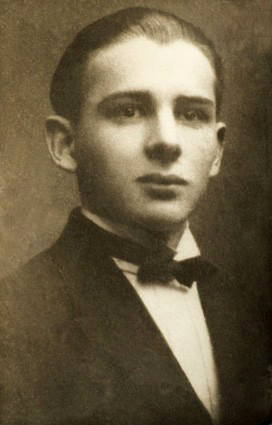
Bohdan-Ihor Antonytsch

Bohdan-Ihor Antonytsch (ukrainisch Богдан-Ігор Антонич, wiss. Transliteration Bohdan-Ihor Antonyč; * 5. Oktober 1909 in Nowica, Uście Gorlickie, Galizien, Österreich-Ungarn; † 6. Juli 1937 in Lwiw, Zweite Polnische Republik)  war ein ukrainischer Poet und Prosaist.
Offiziell verboten, erreichte der Schriftsteller in der Ukraine erst Mitte der 1960er Jahre einen breiteren Bekanntheitsgrad. Seine philosophisch-religiöse, mit Komik, folkloristischen und heidnischen Symbolen angereicherte Lyrik hatte großen Einfluss auf die zeitgenössische ukrainische Literatur. In seinem Werk lassen sich Einflüsse von Omar Chajjam, Walt Whitman und Gabriele d’Annunzio erkennen.

## Biographie
Antonytsch wurde in Nowica im Landkreis Gorlice (Woiwodschaft Kleinpolen) in die Familie eines Geistlichen geboren. Der Name des Vaters war eigentlich Wasyl Kot. Die Familie änderte ihren Namen vor der Geburt Bohdan-Ihors. Dieser wurde zunächst zu Hause von einer Privatlehrerin unterrichtet und besuchte dann das Königin-Sophia-Gymnasium in Sanok. Bereits in der Mittelschule verfasste er Gedichte in polnischer Sprache, da dies die Unterrichtssprache war und er in einem polnisch geprägten Umfeld lebte.
1928 schrieb sich Antonytsch an der Lemberger Universität ein. Der folgende Lebensabschnitt war prägend für die Entwicklung seiner schöpferischen Persönlichkeit. Denn obwohl die Universität eine polnische war, rekrutierte sich die Mehrzahl ihrer Studenten aus dem ukrainischen Bürgertum. Dies bestärkte den jungen Poeten darin, auf Ukrainisch zu schreiben und die ukrainische Literatursprache zu erlernen. Die ersten so entstandenen Gedichte las der Autor im Kreis ukrainischer Kommilitonen. Er tauchte ein in die literarische Welt Lembergs (Lwiw), der Hauptstadt Galiziens.
Stoff für seine Auseinandersetzung mit der ukrainischen Sprache fand er nicht nur in Wörterbüchern, sondern auch in den Versen der Dichter der Ukrainischen Sowjetrepublik. 1931 erschien sein erstes veröffentlichtes Gedicht in der Zeitschrift Wohni (Вогні). Weitere Veröffentlichungen in Periodika und Sammelbänden folgten. Ungeachtet seiner enormen schöpferischen Produktivität und des schwierigen Prozesses der Aneignung der Literatursprache, fand Antonytsch noch reichliche Zeit auf anderen Feldern publizistisch tätig zu werden. In Vorträgen warb er für die so fremde ukrainische Literatur und übersetzte sie. Er schrieb Rezensionen unter dem Pseudonym Sojl (Зоїл), hielt sich dabei aber von der Politik fern. Er veröffentlichte satirische Texte und Parodien, in denen er einen beißenden Humor an den Tag legte. Außerdem versuchte er sich an epischen und dramatischen Formen.
Er hinterließ die unvollendete Novelle „Drei Mandolinen“ (Три мандоліни) sowie das Fragment einer Erzählung mit dem Titel «На другому березі». Antonytsch verfasste das Libretto zu der Oper «Довбуш» von Anton Rudnicki.
Außerdem war er Redakteur der Zeitschrift «Дажбог» und gemeinsam mit Wolodymyr Hawryljuk der Zeitschrift «Карби», malte spielte Violine und komponierte. Diese Zweige der Kunst, besonders die Malerei, beeinflussten seine Lyrik.
Antonytsch starb im achtundzwanzigsten Lebensjahr an einer Blinddarmentzündung, die auf das Brustfell übergriff und wurde auf dem Janiwskyj-Friedhof in Lwiw bestattet.

## Werke
- Autobiographie (Автобіографія)
- Das grüne Evangelium (Зелена Євангелія). Lwiw, 1938
- Buch des Löwen (Книга Лева). Lwiw, 1936;
- На другому березі (unvollendet)
- Begrüßung des Lebens [Привітання життя]. Lwiw, 1931;
- Lied über die Unzerstörbarkeit der Materie (Пісня про незнищенність матерії)
- rotation (Ротації). Lwiw, 1938.
- Drei Ringe (Три перстені). Lwiw, 1934;
- Übersetzung Rainer Maria Rilkes in die ukrainische Sprache